# Leicester River
Der Leicester River ist ein Wasserlauf im Addison County im US-Bundesstaat Vermont. Er entspringt im Nordwesten des Lake Dunmore und fließt in Richtung Südwesten durch die Gemeinde Salisbury, zu der auch der Ausflusspunkt aus dem See gehört, und mündet nach etwa 10,2 km (Luftlinie: 6,8 km) etwa auf halber Strecke zwischen Brandon und Cornwall auf dem Gebiet der Town Leicester rechtsseitig in den Oberlauf des Otter Creek. Dabei durchquert er in erster Linie Waldlandschaften, aber auch landwirtschaftliche Nutzflächen.
Im oberen Flussverlauf finden sich eine Vielzahl von Wasserfällen und Wildwasserbereichen, in denen Sportfischerei betrieben wird. In der unteren Flusshälfte mäandert der Wasserlauf sehr stark und bildet dabei ein Sumpfgebiet aus.